# Championnat du Japon de sport-prototypes 1990
Navigation
Édition précédente Édition suivante
Le Championnat du Japon de sport-prototypes 1990 est la 8e saison du Championnat du Japon de sport-prototypes. Il s'est couru du 11 mars 1990 au 7 octobre 1990, comprenant six épreuves.

## Calendrier
| Manche | Course                        | Circuit | Participants | Date         |
| ------ | ----------------------------- | ------- | ------------ | ------------ |
| 1      | All Japan Fuji 500 km         | Fuji    | 18           | 11 mars      |
| 2      | Interchallenge Fuji 1000 km   | Fuji    | 19           | 5 mai        |
| 3      | All Japan Fuji 500 Miles      | Fuji    | 17           | 22 juillet   |
| 4      | International Suzuka 1 000 km | Suzuka  | 18           | 26 août      |
| 5      | Sugo International 500 km     | Sugo    | 17           | 16 septembre |
| 6      | All Japan Fuji 1000 km        | Fuji    | 19           | 7 octobre    |

La quatrième manche prévue originellement sur le circuit de Suzuka le 27 août a été décalée au 3 décembre pour cause de typhon.

## Engagés
| No. | Pays                       | Équipe                             | Voiture                     | Pneu                     | Pilotes                                                                                              | Pilotes                                                                                              | Pilotes                                                                                              |
| No. | Pays                       | Équipe                             | Voiture                     | Pneu                     | Les chiffres entre parenthèses sont la ou les manches auxquelles le pilote ou l'écurie sont inscrits | Les chiffres entre parenthèses sont la ou les manches auxquelles le pilote ou l'écurie sont inscrits | Les chiffres entre parenthèses sont la ou les manches auxquelles le pilote ou l'écurie sont inscrits |
| --- | -------------------------- | ---------------------------------- | --------------------------- | ------------------------ | --- | --- | --- |
| 1   |                            | Advan Alpha (en) Racing            | Porsche 962C                | Y                        | Kazuo Mogi (1-4, 6)                                                                                  | Kunimitsu Takahashi (1-4, 6)                                                                         | |
| 2   |                            | Alpha (en) Racing                  | Porsche 962C                | B                        | Will Hoy (Toutes)                                                                                    | Stanley Dickens (1-2, 4-6)                                                                           | Kenji Takahashi (2)                                                                                  |
| 2   | David Sears (en) (3)       | Alpha (en) Racing                  | Porsche 962C                | B                        | | | |
| 7   |                            | The Alpha Racing                   | Porsche 962C                | Y                        | Tiff Needell (Toutes)                                                                                | Costas Los (1-2)                                                                                     | Derek Bell (2-6)                                                                                     |
| 7   | Anthony Reid (4, 6)        | The Alpha Racing                   | Porsche 962C                | Y                        | | | |
| 19  |                            | Team Davey                         | Porsche 962C                | D                        | Tim Lee-Davey (1)                                                                                    | Bruno Giacomelli (1)                                                                                 | |
| 20  |                            | Alpha Cubic With RLR               | Porsche 962C GTi            | D                        | Manuel Reuter (1-2)                                                                                  | Luis Pérez-Sala (1)                                                                                  | Chiyomi Totani (1, 3)                                                                                |
| 20  | Maurizio Sandro Sala (2)   | Alpha Cubic With RLR               | Porsche 962C GTi            | D                        | Allen Berg (3)                                                                                       | | |
| 21  |                            | AO Racing                          | Spice SE90C-Ford            | Y                        | Katsutomo Kaneishi (en) (3-5)                                                                        | Costas Los (3-5)                                                                                     | Kazuhiko Oda (3)                                                                                     |
| 21  | Hideshi Matsuda (en) (4-5) | AO Racing                          | Spice SE90C-Ford            | Y                        | | | |
| 23  |                            | Nissan Motorsport                  | Nissan R90CP                | B D                      | Kazuyoshi Hoshino (Toutes)                                                                           | Toshio Suzuki (Toutes)                                                                               | |
| 24  | D                          | Nissan Motorsport                  | Nissan R90CP                | Masahiro Hasemi (Toutes) | Anders Olofsson (Toutes)                                                                             | | |
| 27  |                            | FromA Racing                       | Porsche 962C                | B                        | Akihiko Nakaya (Toutes)                                                                              | Volker Weidler (Toutes)                                                                              | Yukihiro Hane (2-3, 6)                                                                               |
| 33  |                            | Takefuji Racing Team               | Porsche 962C                | D                        | Johnny Herbert (Toutes)                                                                              | Bob Wollek (1, 4-5)                                                                                  | Eddie Irvine (2)                                                                                     |
| 33  | Rickard Rydell (2-4, 6)    | Takefuji Racing Team               | Porsche 962C                | D                        | | | |
| 36  |                            | Toyota Team TOM'S                  | Toyota 89C-V                | B                        | Hitoshi Ogawa (2, 6)                                                                                 | Masanori Sekiya (2)                                                                                  | Keiichi Suzuki (6)                                                                                   |
| 36  | Takuya Kurosawa (en) (6)   | Toyota Team TOM'S                  | Toyota 89C-V                | B                        | | | |
| 36  | Toyota 90C-V               | Toyota Team TOM'S                  | Hitoshi Ogawa (1, 3-6)      | B                        | Masanori Sekiya (1, 3-5)                                                                             | Keiichi Suzuki (4)                                                                                   | |
| 37  | Toyota 90C-V               | Toyota Team TOM'S                  | Pierre-Henri Raphanel (4-6) | B                        | Geoff Lees (4-5)                                                                                     | Hitoshi Ogawa (6)                                                                                    | |
| 37  | Toyota 90C-V               | Toyota Team TOM'S                  | Masanori Sekiya (6)         | B                        | | | |
| 39  |                            | Toyota Team SARD                   | Toyota 89C-V                | D                        | Roland Ratzenberger (1-2, 5-6)                                                                       | Naoki Nagasaka (1-2, 5-6)                                                                            | Pierre-Henri Raphanel (1-2)                                                                          |
| 39  | Toyota 90-C                | Toyota Team SARD                   | Roland Ratzenberger (3-4)   | D                        | Naoki Nagasaka (3-4)                                                                                 | | |
| 55  |                            | Omron Racing                       | Porsche 962C                | D                        | Eje Elgh (Toutes)                                                                                    | Vern Schuppan (1-4)                                                                                  | Tomas Mezera (en) (2-6)                                                                              |
| 85  |                            | Cabin Racing Team With Team LeMans | Nissan R90V                 | Y                        | Osamu Nakako (Toutes)                                                                                | Takao Wada (Toutes)                                                                                  | Maurizio Sandro Sala (4)                                                                             |
| 88  |                            | British Barn Racing                | British Barn BB90R          | D                        | Tsunehisa Asai (4-5)                                                                                 | Hideo Fukuyama(4,6)                                                                                  | Jiro Yoneyama (4-6)                                                                                  |
| 88  | Hisatoyo Goto (5-6)        | British Barn Racing                | British Barn BB90R          | D                        | | | |
| 100 |                            | Trust Racing Team                  | Porsche 962C GTi            | D                        | Steven Andskär (Toutes)                                                                              | George Fouché (Toutes)                                                                               | Shunji Kasuya (2)                                                                                    |
| 201 |                            | Mazdaspeed                         | Mazda 767B                  | D                        | Takashi Yorino (1-2)                                                                                 | David Kennedy (1)                                                                                    | Yojiro Terada (2)                                                                                    |
| 201 | Mazda 787                  | Mazdaspeed                         | Pierre Dieudonné (3-6)      | D                        | David Kennedy (3-6)                                                                                  | Yojiro Terada (4)                                                                                    | |
| 202 | Mazda 767B                 | Mazdaspeed                         | Yoshimi Katayama (1)        | D                        | Pierre Dieudonné (1)                                                                                 | Yojiro Terada (1)                                                                                    | |
| 202 | Mazda 787                  | Mazdaspeed                         | Yoshimi Katayama(2-5)       | D                        | David Kennedy (2)                                                                                    | Pierre Dieudonné (2)                                                                                 | |
| 202 | Mazda 787                  | Mazdaspeed                         | Yojiro Terada (3, 5-6)      | D                        | Takashi Yorino (3-6)                                                                                 | Tetsuya Ota (en) (4)                                                                                 | |
| 203 | Mazda 767B                 | Mazdaspeed                         | Yoshimi Katayama (6)        | D                        | Tetsuya Ota (en) (6)                                                                                 | Maurizio Sandro Sala (6)                                                                             | |
| 230 |                            | Pleasure Racing                    | Mazda 757                   | D                        | Shuji Fujii (Toutes)                                                                                 | Tetsuji Shiratori (Toutes)                                                                           | Seisaku Suzuki (2-3, 5)                                                                              |
| 230 | Keiichi Mizutani (4, 6)    | Pleasure Racing                    | Mazda 757                   | D                        | | | |
| 240 |                            | Lenox Racing                       | Mazda 757                   | D                        | Keiichi Mizutani (1-2)                                                                               | Kazuhiko Oda (1-2, 6)                                                                                | Toshihiko Nogami (2, 6)                                                                              |

## Résultats de la saison

### Courses
| Manche | Circuit | Équipe vainqueur                   | Résultats |
| Manche | Circuit | Pilote vainqueur                   | Résultats |
| ------ | ------- | ---------------------------------- | --------- |
| 1      | Fuji    | Toyota Team TOM'S                  | Résultats |
| 1      | Fuji    | Hitoshi Ogawa Masanori Sekiya      | Résultats |
| 2      | Fuji    | Course annulée                     | Résultats |
| 2      | Fuji    |                                    | Résultats |
| 3      | Fuji    | Nissan Motorsports                 | Résultats |
| 3      | Fuji    | Masahiro Hasemi Anders Olofsson    | Résultats |
| 4      | Suzuka  | Nissan Motorsports                 | Résultats |
| 4      | Suzuka  | Kazuyoshi Hoshino Toshio Suzuki    | Résultats |
| 5      | Sugo    | Nissan Motorsports                 | Résultats |
| 5      | Sugo    | Masahiro Hasemi Anders Olofsson    | Résultats |
| 6      | Fuji    | Toyota Team SARD                   | Résultats |
| 6      | Fuji    | Roland Ratzenberger Naoki Nagasaka | Résultats |

## Classements

### Attribution des points
| Système des points | Système des points | Système des points | Système des points | Système des points | Système des points | Système des points | Système des points | Système des points | Système des points | Système des points | Système des points |
| Position           | 1er                | 2e                 | 3e                 | 4e                 | 5e                 | 6e                 | 7e                 | 8e                 | 9e                 | 10e                | Au-delà            |
| ------------------ | ------------------ | ------------------ | ------------------ | ------------------ | ------------------ | ------------------ | ------------------ | ------------------ | ------------------ | ------------------ | ------------------ |
| Points             | 20                 | 15                 | 12                 | 10                 | 8                  | 6                  | 4                  | 3                  | 2                  | 1                  | 0                  |

### Championnat des pilotes

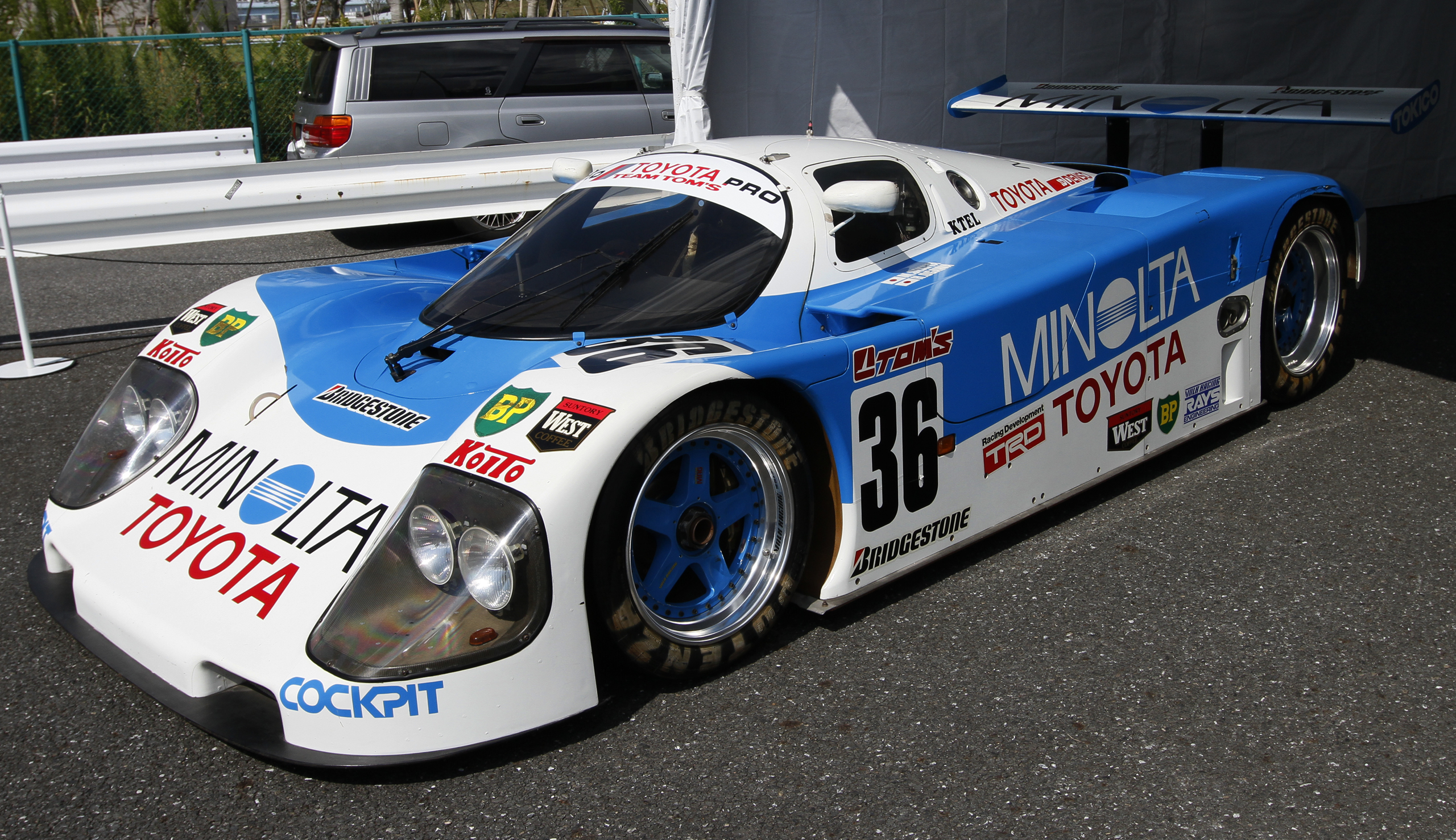
La Toyota 90C-V de l'écurie Toyota Team Tom's pilotée par Hitoshi Ogawa et Masanori Sekiya ayant remporté les 500 kilomètres de Fuji

| Pos. | Pilote              | Voiture             | FUJ | FUJ | FUJ  | SUZ | SUG | FUJ  | Total |
| ---- | ------------------- | ------------------- | --- | --- | ---- | --- | --- | ---- | ----- |
| 1    | Masahiro Hasemi     | Nissan R90CP        | 2   | C   | 1    | 7   | 1   | 5    | 67    |
| 2    | Anders Olofsson     | Nissan R90CP        | 2   | C   | 1    | 7   | 1   | 5    | 67    |
| 3    | Kazuyoshi Hoshino   | Nissan R90CP        | 4   | C   | 3    | 1   | 4   | 2    | 67    |
| 4    | Toshio Suzuki       | Nissan R90CP        | 4   | C   | 3    | 1   | 4   | 2    | 67    |
| 5    | George Fouché       | Porsche 962C GTi    | 3   | C   | 2    | 5   | 3   | Abd. | 47    |
| 6    | Steven Andskär      | Porsche 962C GTi    | 3   | C   | 2    | 5   | 3   | Abd. | 47    |
| 7    | Stanley Dickens     | Porsche 962C        | 6   | C   |      | 4   | 2   | 3    | 43    |
| 8    | Will Hoy            | Porsche 962C        | 6   | C   | Abd. | 4   | 2   | 3    | 43    |
| 9    | Roland Ratzenberger | Toyota 89C-V /90C-V | 7   | C   | 7    | 9   | 5   | 1    | 38    |
| 10   | Naoki Nagasaka      | Toyota 89C-V /90C-V |     | C   | 7    | 9   | 5   | 1    | 34    |

| Couleur | Résultat                     |
| ------- | ---------------------------- |
| Or      | Vainqueur                    |
| Argent  | 2e place                     |
| Bronze  | 3e place                     |
| Vert    | Terminé, dans les points     |
| Bleu    | Terminé, pas dans les points |
| Violet  | Abandon (Ab.) ou (Ret)       |
| Violet  | Non classé (NC)              |
| Rouge   | Pas qualifié (DNQ)           |
| Noir    | Disqualifié (DSQ)            |
| Blanc   | Pas au départ (DNS)          |
| Blanc   | Forfait (WD)                 |
| Blanc   | N'a pas participé (DNP)      |
| Blanc   | Blessé (INJ)                 |
| Blanc   | Exclu (EX)                   |
| Blanc   | Course annulée (C)           |

### Championnat des constructeurs

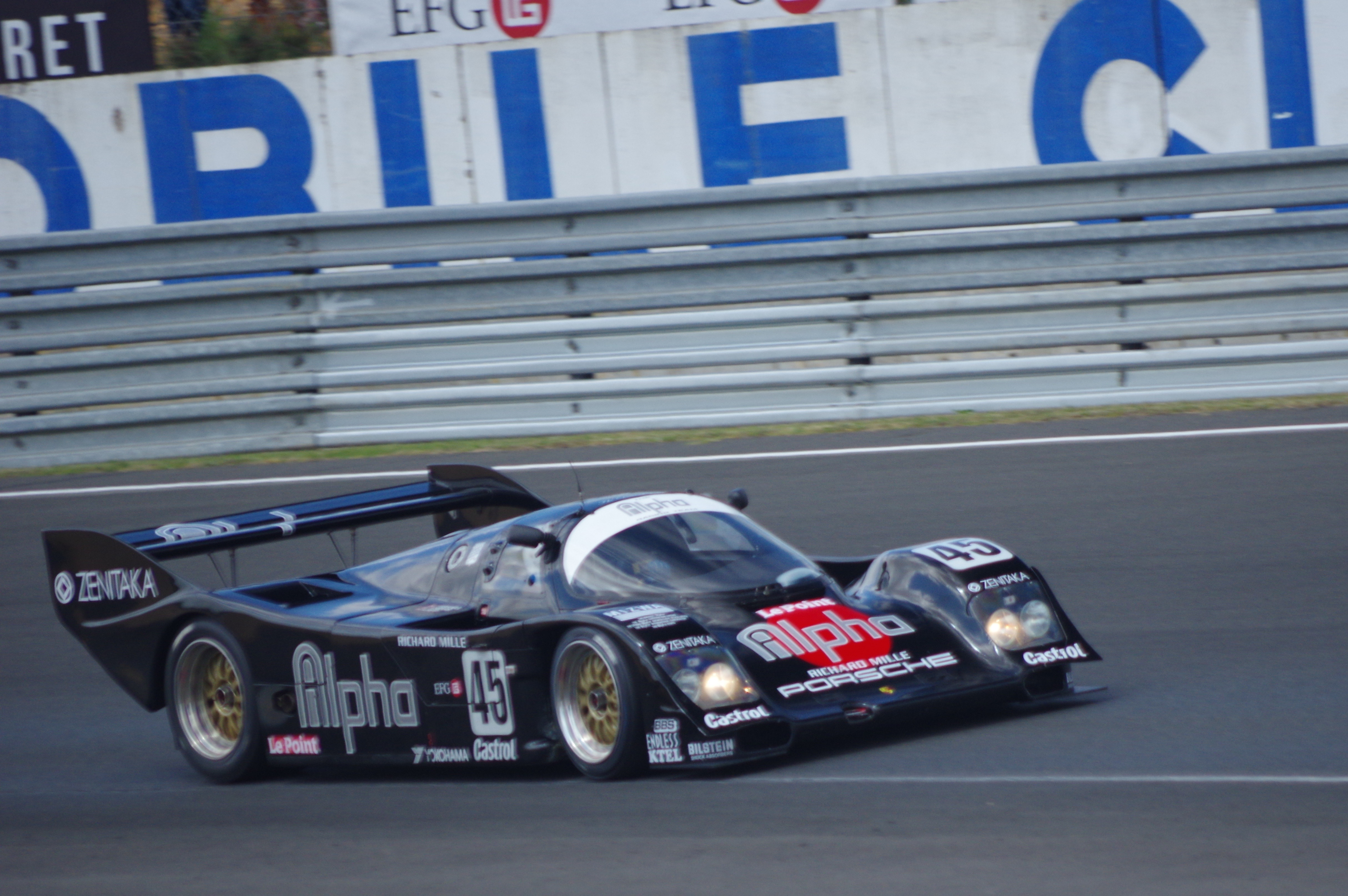
La Porsche 962C de l'écurie Alpha Racing Team ayant participé au Championnat du Japon de sport-prototypes 1990

| Pos. | Constructeur | FUJ | FUJ | FUJ  | SUZ | SUG | FUJ | Total |
| ---- | ------------ | --- | --- | ---- | --- | --- | --- | ----- |
| 1    | Nissan       | 2   | C   | 1    | 1   | 1   | 2   | 90    |
| 2    | Porsche      | 3   | C   | 2    | 2   | 2   | 3   | 69    |
| 3    | Toyota       | 1   | C   | 7    | 3   | 5   | 1   | 64    |
| 4    | Mazda        | 9   | C   | 8    | 10  | 11  | 6   | 12    |
| 5    | Spice / Ford |     |     | Abd. | 13  | 10  |     | 1     |

| Couleur | Résultat                     |
| ------- | ---------------------------- |
| Or      | Vainqueur                    |
| Argent  | 2e place                     |
| Bronze  | 3e place                     |
| Vert    | Terminé, dans les points     |
| Bleu    | Terminé, pas dans les points |
| Violet  | Abandon (Ab.) ou (Ret)       |
| Violet  | Non classé (NC)              |
| Rouge   | Pas qualifié (DNQ)           |
| Noir    | Disqualifié (DSQ)            |
| Blanc   | Pas au départ (DNS)          |
| Blanc   | Forfait (WD)                 |
| Blanc   | N'a pas participé (DNP)      |
| Blanc   | Blessé (INJ)                 |
| Blanc   | Exclu (EX)                   |
| Blanc   | Course annulée (C)           |